# Persona no humana

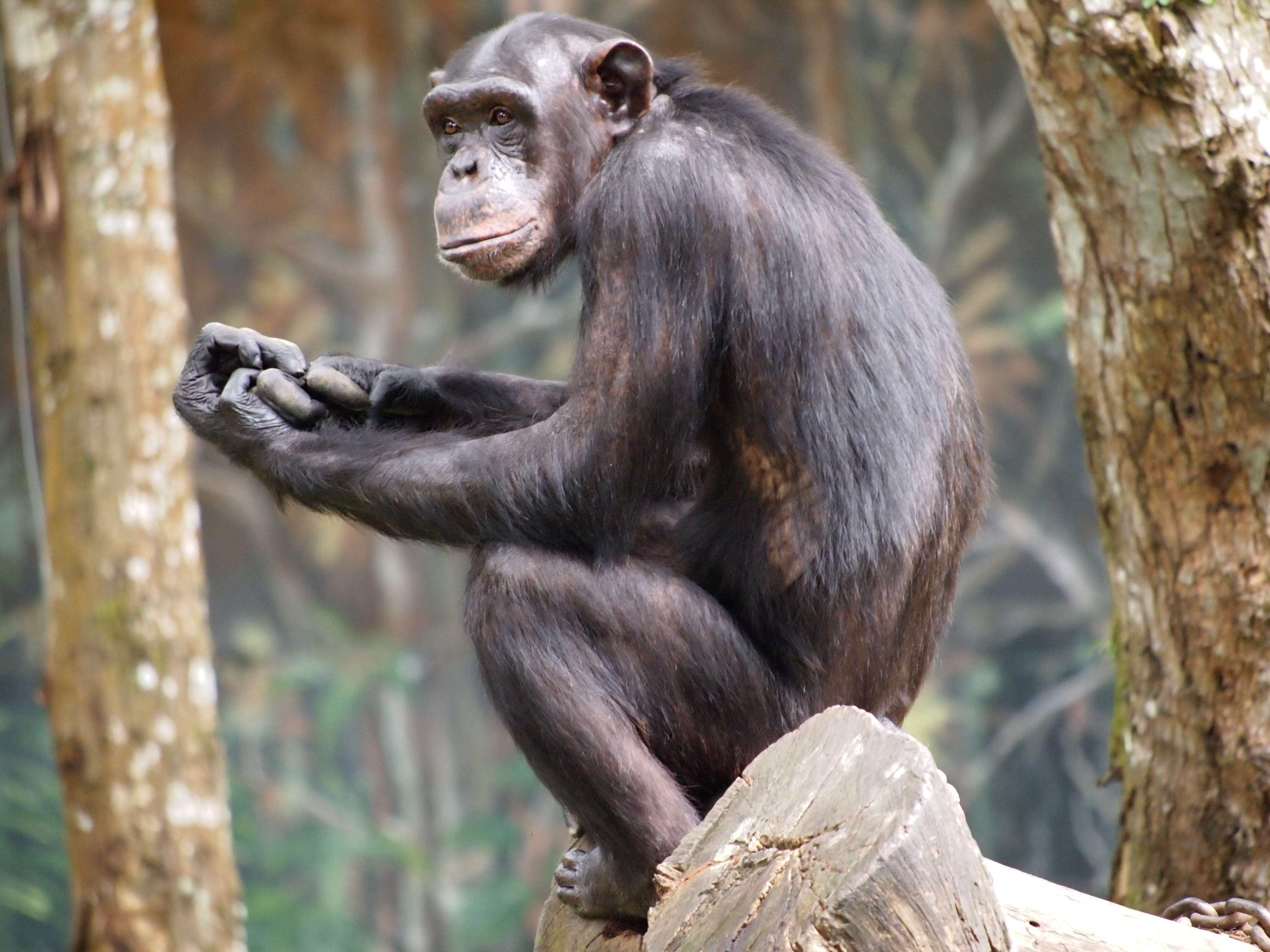
Un chimpancé común (Pan troglodytes).

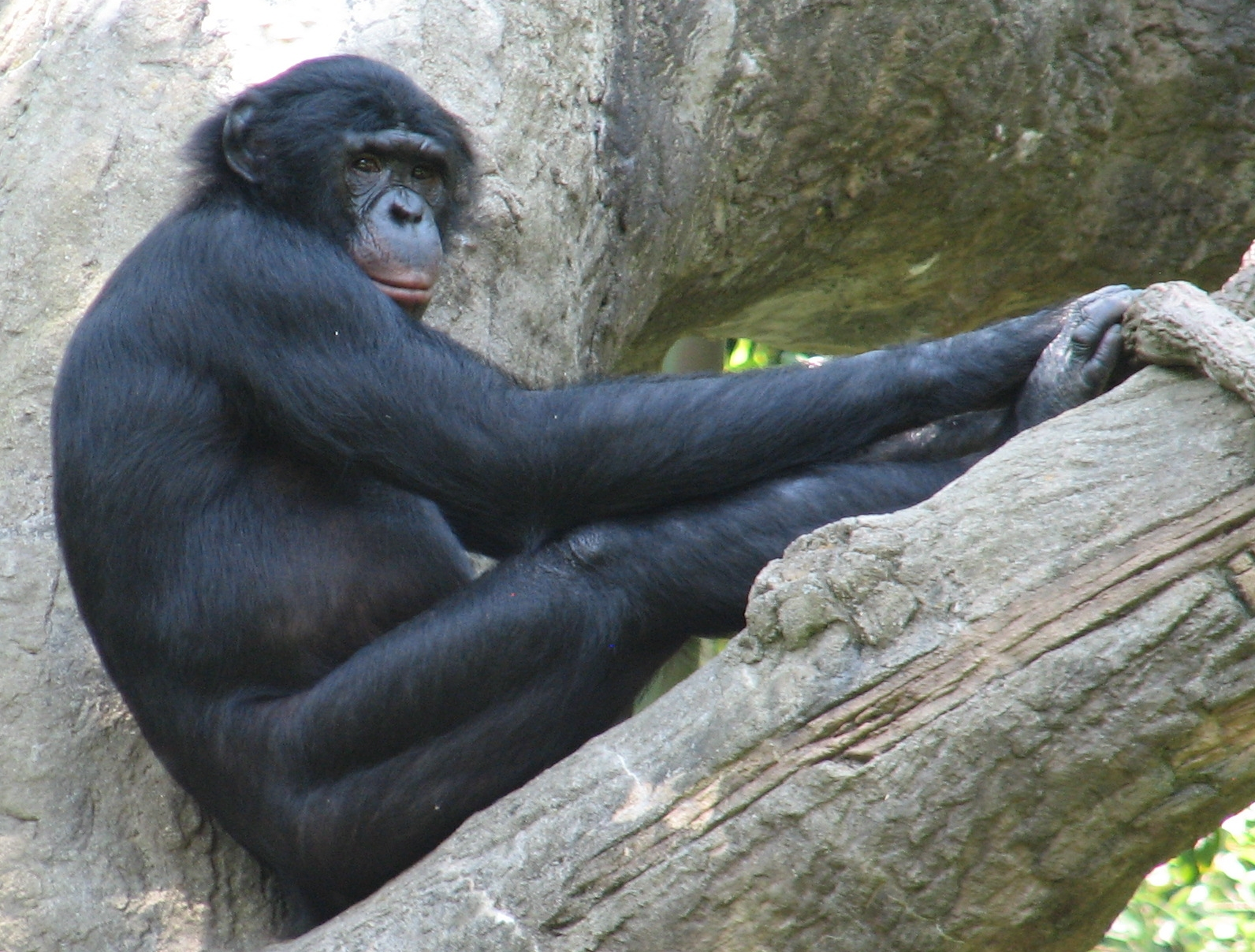
Un chimpancé bonobo (Pan paniscus).

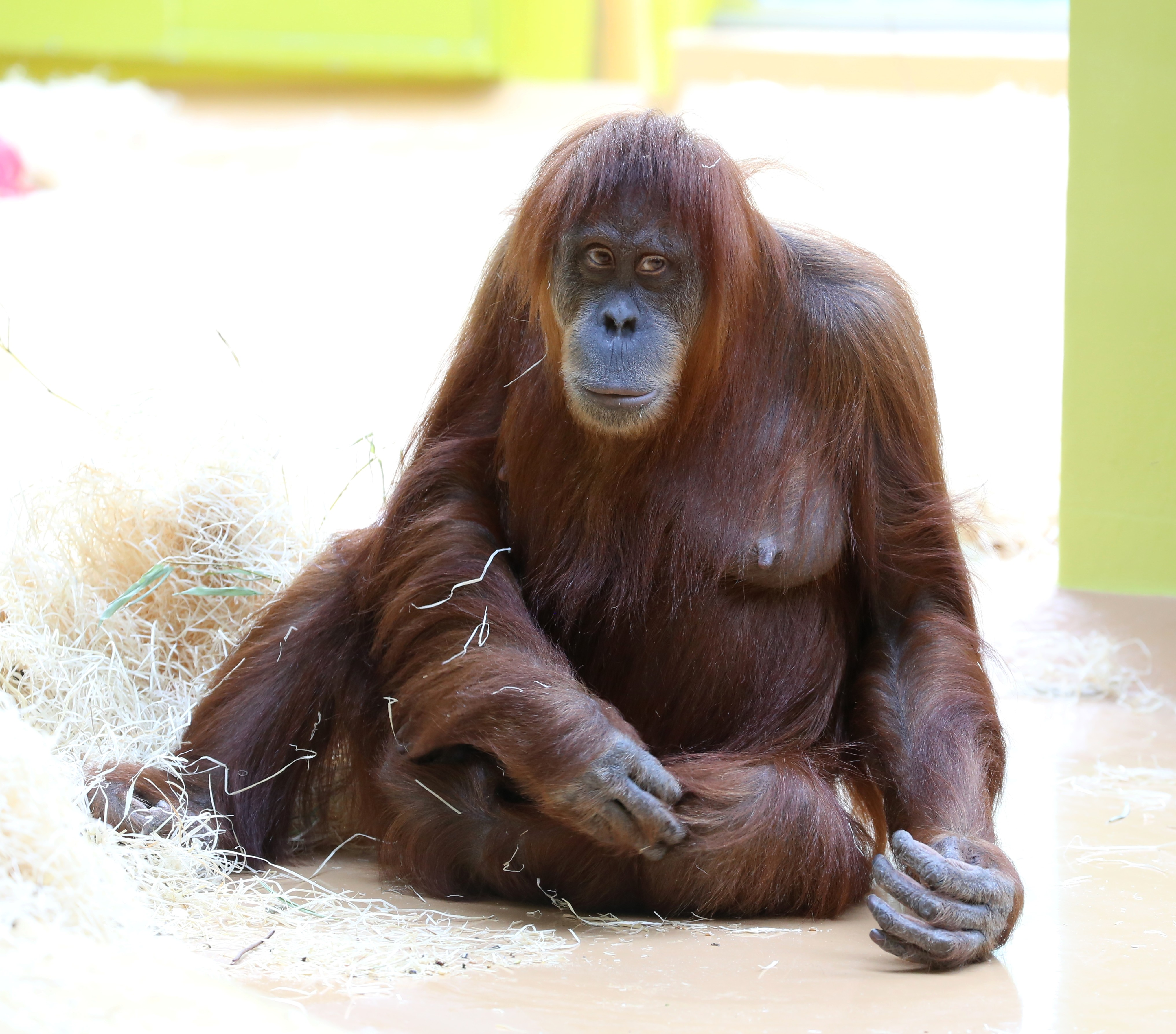
Un orangután en cautividad.

Se conoce como persona no humana a la propuesta de creación de una figura jurídica postulada para ser concedida a ciertas especies de animales. Algunas personas dicen que el criterio para conceder dicho estatus jurídico es que se demuestren poseer elevadas capacidades cognitivas y notable inteligencia, en comparación con el resto de las especies. Está especialmente diseñada para intentar proteger los derechos de los chimpancés, orangutanes y restantes grandes simios. Ya en varios países se han abierto causas judiciales basándose en este concepto. Sin embargo, otros defensores de dicha figura jurídica argumentan que el criterio para otorgar personalidad jurídica es simplemente poseer una conciencia, es decir, tener capacidad para sentir.

## Generalidades
Sobre la base de estudios científicos y argumentos jurídicos, filosóficos y bioéticos, se promueve una actualización en la jurisprudencia de cada país, para que a dichos animales, hoy alcanzados solo por el grado de protección brindado por la legislación local sobre los derechos de los animales, se pase a otorgarles estatus jurídico bajo la consideración de ser “personas no humanas”.
Si esto fuese logrado se les podría garantizar por lo menos tres derechos básicos aplicables a los seres humanos y generalmente poco o nada aplicados al común de los animales, estos son: el derecho a la vida, a la libertad y a no ser maltratados ni física ni psicológicamente.
El otorgamiento de esa categoría es inédita tratándose de animales, pues esos derechos tradicionalmente han pertenecido solo a personas naturales, es decir, al ser humano, si bien a lo largo de la historia abundan los acontecimientos en donde el poder jurídico de un estado privó de derechos a ciertos colectivos humanos o a determinadas etnias.
Esta idea surge del movimiento por los derechos de los animales que intenta reconocer legalmente los derechos a animales de especies no humanas. Cabe esperar que dicha brecha comience otorgando personalidad jurídica a las especies más próximas genéticamente de los humanos, como los chimpancés comunes y los bonobos, así como a los restantes grandes primates: orangutanes y gorilas. También delfines, elefantes, cerdos, perros y todo ser sintiente, según la sociedad vaya avanzando éticamente en la consideración hacia todos ellos.
La similitud entre los rasgos emocionales humanos y de los chimpancés es uno de los sustentos del pedido inicial. El primatólogo Frans de Waal afirmó que el bonobo es capaz de manifestar altruismo, compasión, empatía, amabilidad, paciencia y sensibilidad.

## Acciones jurídicas
Las ONG proteccionistas buscan la concreción de su objetivo mediante las presentaciones, ante los estamentos judiciales de cada país, de numerosos pedidos de habeas corpus, instrumento jurídico hasta hoy solo reservado a las personas. El beneficio legal que buscan es limitado pues no pretenden que esas especies logren la plena autonomía que se obtiene con la condición jurídica de Persona humana, es decir equiparándolos con los humanos, sino solo el de “persona no humana”. Si a estos animales les fuera concedida esa figura jurídica, no podrían ser vendidos, mantenidos en zoológicos públicos ni privados, y los ejemplares que hoy se mantienen en reclusión deberían ser trasladados a santuarios en semilibertad para que vivan allí con otros de su especie, sin el estrés que mantienen en el tradicional cautiverio, donde suelen padecer recintos inadecuados, en muchos casos en soledad o sin pareja reproductiva.
Ya existe un antecedente exitoso: el caso de la chimpancé “Suiza”, la cual estaba confinada desde hacía más de 10 años en un zoológico de Salvador de Bahía, en el estado de Bahía, Brasil. En el año 2005, gracias a una acción del Ministerio Público del Estado de la Bahía, coordinada por los fiscales brasileños Heron José de Santana Gordilho, Luciano Rocha Santana y Antônio Leal, allá de profesores y estudiantes de derecho; un juez de ese estado nombrado Edmundo Cruz accedió al habeas corpus, por lo que le otorgó la libertad. A pesar de todo, la sentencia no pudo hacerse efectiva porque, un día antes de que fuera trasladada a un santuario de primates, “Suiza” apareció muerta por envenenamiento.

### La temática en cada país

#### Nueva Zelanda
Nueva Zelanda aprobó una protección bastante estricta a cinco especies de grandes simios en 1999. Actualmente está prohibido utilizarlos para la investigación, las pruebas o la enseñanza. Algunos consideran que las nuevas protecciones neozelandeses parten de una situación de derechos muy débiles.
Nueva Zelanda es el único país que apoya el Proyecto Gran Simio.

#### Argentina
En la Argentina fueron presentados cuatro habeas corpus en los tribunales provinciales de: Córdoba, Entre Ríos, Río Negro y Santiago del Estero.
Entre los argumentos esgrimidos se sostiene en que los chimpancés: 

«...mantienen lazos afectivos, razonan, sienten, se frustran con el encierro, toman decisiones, poseen autoconciencia y percepción del tiempo, lloran las pérdidas, aprenden, se comunican y son capaces de transmitir lo aprendido en sistemas culturales complejos como el de los humanos.».

En ese país para mediados de 2014 totalizaban 15 los ejemplares de chimpancés que eran mantenidos en cautiverio, concentrándose las presentaciones judiciales en tres de ellos, todos ejemplares solitarios, a los que se procura trasladarlos hacia un santuario de chimpancés de Sorocaba, São Paulo, Brasil.
Las entidades encargadas de promover las acciones fueron la ONG “Proyecto Gran Simio” (mediante su filial local, representada entre otros por Alejandra Juárez y Melina Mel Martínez) y la Asociación de Funcionarios y Abogados por los Derechos de los Animales (Afada) presidida por el abogado correntino Pablo Buompadre.
Un juez de Buenos Aires el 21 de octubre de 2015 confirmó la sentencia efectuada en diciembre de 2014 por un par de otro juzgado, a favor de una orangután llamada «Sandra», la cual es confinada en el Zoo de esa ciudad, otorgándole así la condición de "persona no humana", al dictaminar que ese simio es: 

«...un sujeto no humano titular de derechos fundamentales.» (...) "«...como un sujeto, su cautiverio y exhibición viola los derechos que ella titulariza, aunque se le alimente y no sea tratada con crueldad».

En noviembre de 2016 otro juzgado, esta vez de la provincia de Mendoza, hizo lugar a un habeas corpus y dispuso el traslado de un Chimpancé llamado Cecilia al "Santuario" de Sorocaba, después de que se declarara al ejemplar "sujeto de derecho no humano". La resolución del 3° Juzgado de Garantías, a cargo de la jueza María Alejandra Mauricio, apuntó a "preservar el derecho de Cecilia a vivir en un medio ambiente en las condiciones propias de su especie".  Hacia el final del fallo la jueza pidió por los demás animales.

#### España
En España la entidad que lo promueve es la ONG internacional “Proyecto Gran Simio” —“Great Ape Project”— (PGS). Entre sus referentes se encuentra el naturalista Pedro Pozas Terrados, quien sobre estos primates argumentó:

«...Son seres racionales y “personas sintientes” que cultivan lazos familiares y se enferman física y psicológicamente en cautiverio. Su grado de inteligencia es muy alto, tienen cultura, han sabido aprender, comprender el lenguaje de los signos humanos e inventar palabras compuestas: si desconocían la palabra maceta, decían: cubo de tierra. Son nuestros compañeros evolutivos, seres especiales, lloran y ríen. No podemos tratarlos como meros objetos sin derechos.».

#### Estados Unidos
La principal propulsora en abogar por los derechos de los grandes simios promoviendo este principio es la ONG estadounidense Nonhuman Rights Project. Su presidente, el abogado Steve Wise, presentó varios recursos ante los tribunales del estado de Nueva York. Entre los antecedentes para justificar estos derechos recordó como se actuó cuando eran cercenados los derechos de etnias postergadas, por ejemplo en el caso de los nativos americanos, los cuales se les negaba sus derechos en el pasado, así como el célebre caso del año 1772 sobre el habeas corpus interpuesto por el esclavo negro James Somerset, por entonces al ser una propiedad del escocés Charles Steward no poseía derecho alguno y era tratado jurídicamente como una cosa o bien transable, cuyo destino solo dependía de la voluntad de su dueño. Gracias al planteo judicial fue pasado a ser tratado como persona jurídica por lo cual automáticamente se extinguió su categoría de esclavo y fue declarado libre.
Wise afirmó: 

«......nosotros no pedimos que los chimpancés sean considerados seres humanos, porque no lo son, sino que los tribunales tomen en cuenta la opinión de los 12 primatólogos más prestigiosos del mundo, que respaldan el planteo, y les adjudiquen la categorización de personas no humanas. El “Homo sapiens” es hombre-animal humano. El “Pan troglodytes” (chimpancé) es un animal-no humano: posee autonomía, autoconciencia, determinación, razonamiento para elegir, para construir herramientas por sus propios medios, para comunicarse por señas, automedicarse en la naturaleza y una estructura mental, emocional e imaginativa compleja como la nuestra: no pueden seguir siendo una cosa. Deben reconocérseles derechos básicos; si no serán abusados y explotados, como lo fueron los esclavos.».

En diciembre de 2015 Wise presentó una nueva petición de habeas corpus a favor de un chimpancé llamado «Tommy» (la primera había sido rechazada por un juez). Ese abogado planea para el año 2016 expandir las demandas para intentar salvaguardar a ejemplares cautivos de otras especies tradicionalmente consideradas como "animales más inteligentes", por ejemplo orcas, delfines, elefantes y algunas especies de loros.

#### India
El gobierno de la India reconoció en 2013 que los cetáceos, delfines incluidos, que nadan en sus aguas son personas no humanas, prohibiendo su captura y su exhibición en delfinarios. Estas son las palabras utilizadas por el gobierno:

«......Los cetáceos son, en líneas generales muy inteligentes y sensibles. Científicos que han investigado el comportamiento de los delfines han sugerido que la inusualmente alta inteligencia, en comparación con otros animales, significa que los delfines se debe considerar como personas no humanas; y como tales deben de tener sus derechos específicos. Es moralmente inaceptable mantenerlos en cautiverio para fines de entretenimiento.».

### Taxonomía
Un alto porcentaje del ADN del bonobo (Pan paniscus) —entre el 98 y el 99,4 % según las referencias— es idéntico al del Homo sapiens; teniendo una mayor similitud genética con los humanos que con los gorilas. Por lo tanto, la comunidad científica reclasificó la taxonomía del bonobo (y la del chimpancé común), cambiando su ubicación desde la familia Pongidae a Hominidae, la que incluye a los humanos.
Una minoría de científicos, como el biólogo Morris Goodman de la Universidad Estatal Wayne de Detroit (Estados Unidos) argumentan que se debería avanzar un paso más y recategorizar a ambos chimpancés en el mismo género humano (Homo).
Al haberse extinguido la totalidad de las restantes especies de Homo, los chimpancés pasan a ser nuestras especies vivientes más cercanas. Según análisis de ADN, la rama evolutiva humana se separó de la que contiene a los chimpancés hace 6 millones de años. Las líneas evolutivas que dan lugar a ambos chimpancés, el común y el bonobo, se separaron de su ancestro común hace menos de un millón de años.